# Hyla avivoca
Hyla avivoca (tên tiếng Anh: Bird-voiced Treefrog) là một loài ếch thuộc họ Nhái bén.
Đây là loài đặc hữu của Hoa Kỳ.
Môi trường sống tự nhiên của chúng là rừng ôn đới, vùng đất ẩm với cây bụi là chủ yếu, và đầm nước.
Chúng hiện đang bị đe dọa vì mất môi trường sống.

## Hình ảnh

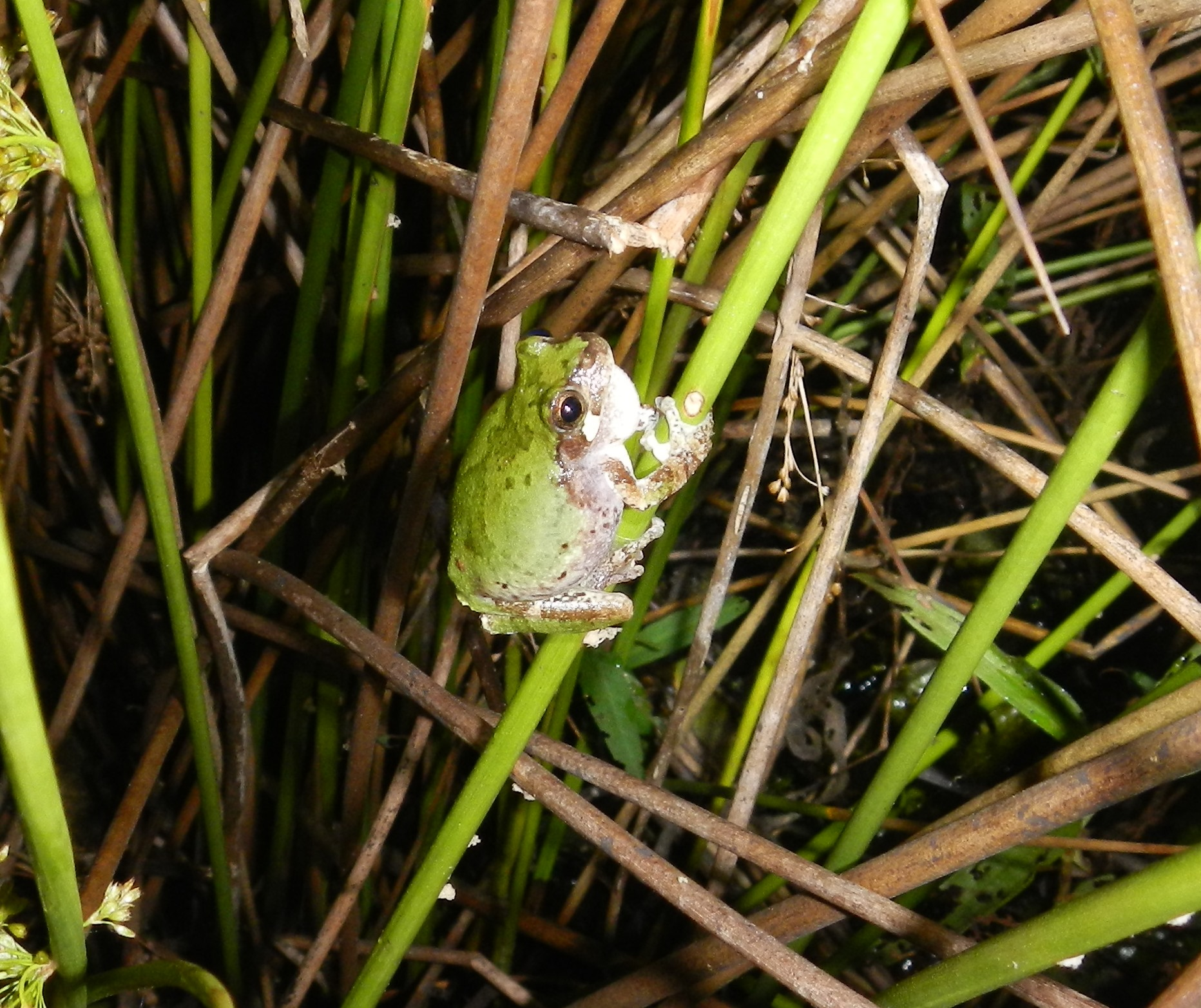
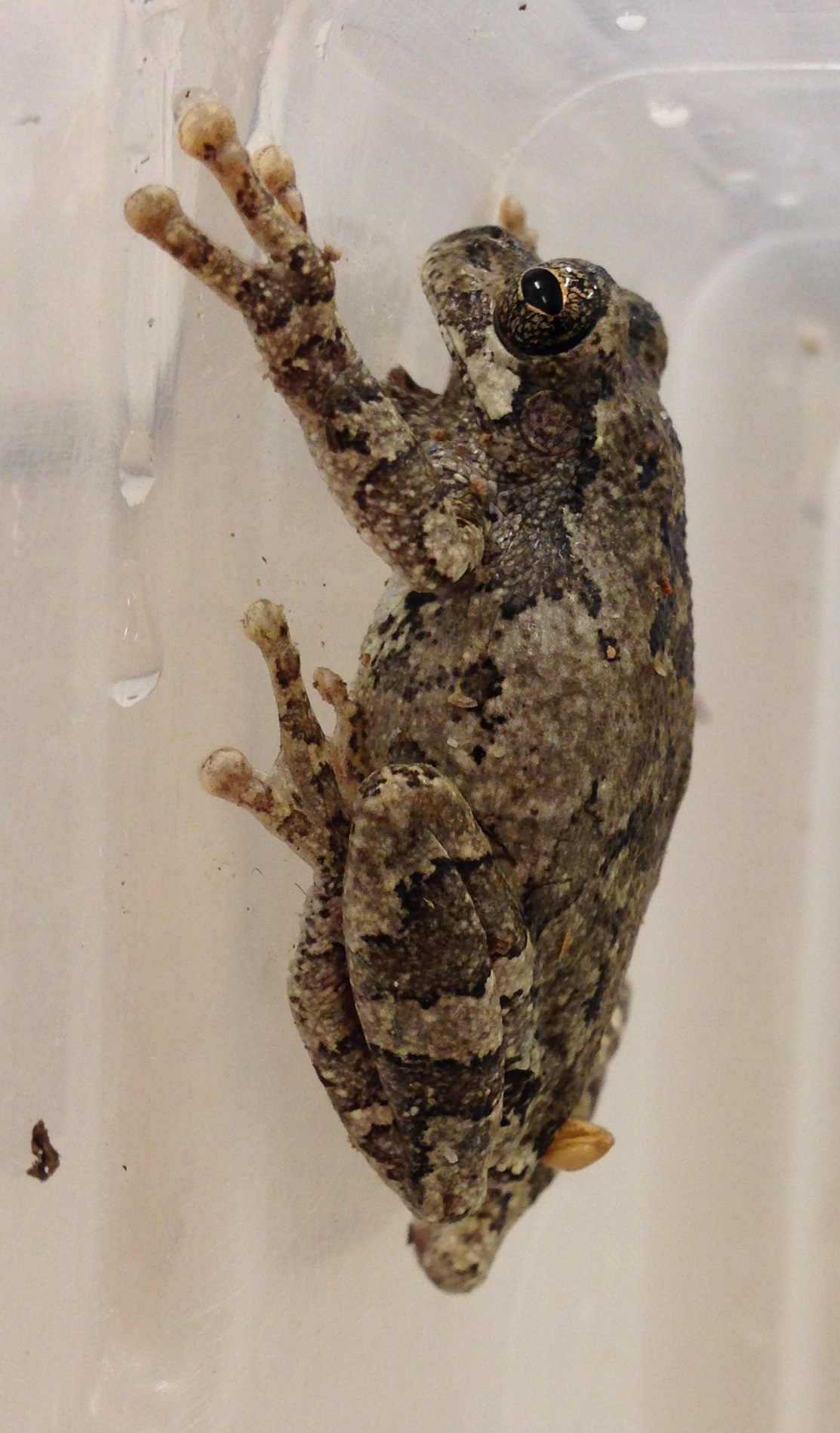
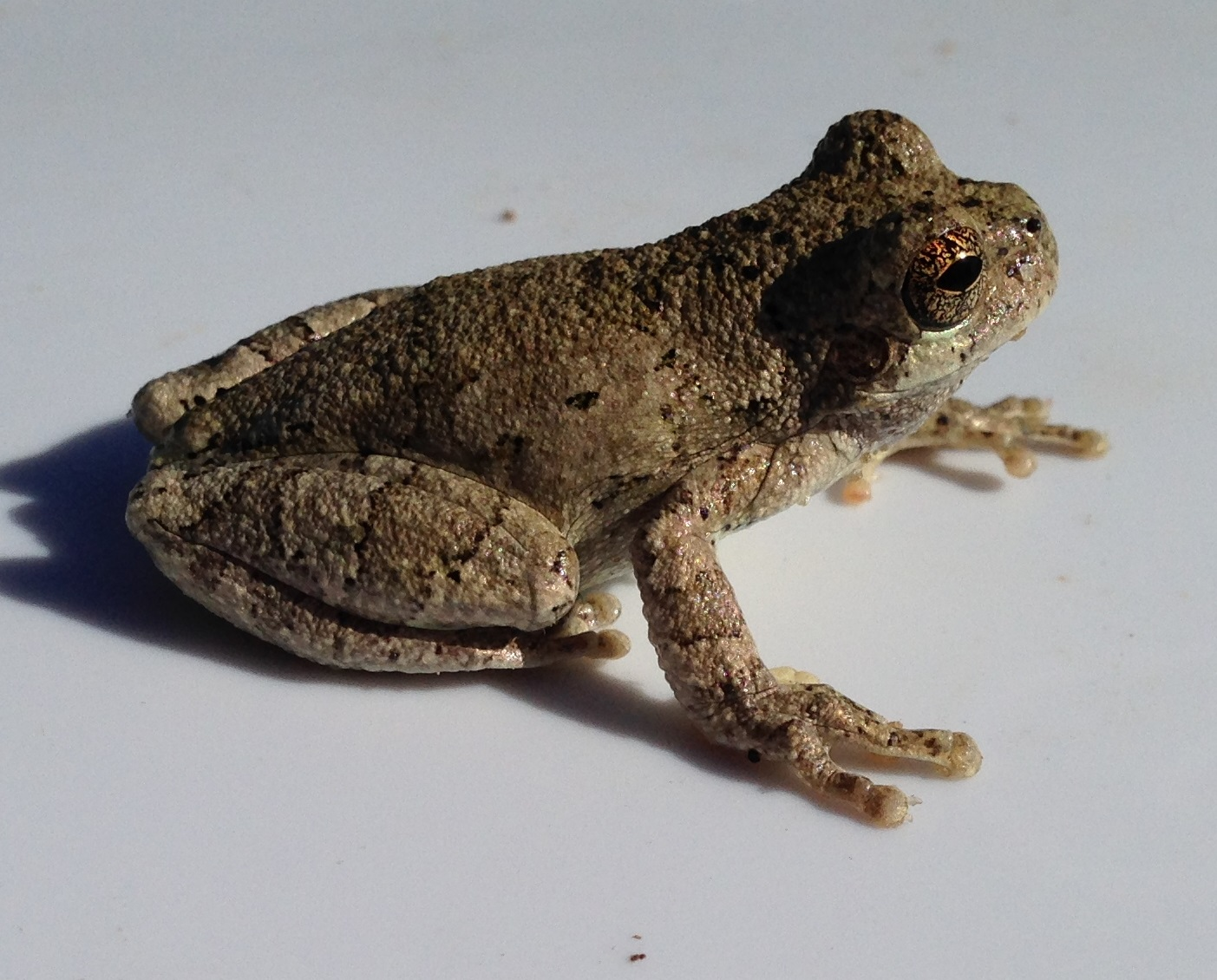